# Парламентські вибори у Ліхтенштейні 1953 (лютий)

Парламентські вибори у Ліхтенштейні проходили 15 лютого 1953 року.
В результаті Прогресивна громадянська партія отримала 8 місць з 15 місць Ландтагу. Після виборів було сформовано коаліційний уряд з Патріотичним союзом. На цих виборах вперше брала участь Робітничо-селянська партія, яка, однак, не змогла пройти виборчий бар'єр і більш не брала участь у виборах.

## Результати
| Партія                          | Голосів | %    | Місць | +/–  |
| ------------------------------- | ------- | ---- | ----- | ---- |
| Прогресивна громадянська партія | 1 458   | 50,5 | 8     | 0    |
| Патріотичний союз               | 1 229   | 42,6 | 7     | 0    |
| Християнсько-соціальна партія   | 198     | 6,9  | 0     | нова |
| Недійсних/порожніх бюлетенів    | 132     | —    | —     | —    |
| Всього                          | 3 017   | 100  | 15    | 0    |
| Зареєстрованих виборців/Явка, % | 3 333   | 90,5 | –     | –    |
| Джерело: Nohlen & Stöver        |         |      |       |      |